# مجتمع موتور راینی‌ها
مجتمع موتور راینی‌ها یک منطقهٔ مسکونی در ایران است که در دهستان ارزوئیه واقع شده‌است. مجتمع موتور راینی‌ها ۱۶۷ نفر جمعیت دارد.